# Эгмонт, Филипп
Филипп д’Эгмонт (фр. Philippe d'Egmont; ок. 1558, Брюссель — 14 марта 1590, под Иври) — 5-й граф Эгмонт, 2-й принц Гаврский, барон де Фиенн, Гасбек и Ла Амед, сеньор д’Армантьер, Аркингем, Вьерв, Осси и Соттенгьен, рыцарь ордена Золотого руна.

## Биография
Сын графа Ламораля I д’Эгмонта и Сабины фон Пфальц-Зиммерн.
В возрасте десяти лет наследовал своему отцу, казненному герцогом Альбой. Был вывезен в Германию под защиту императора Максимилиана II.
В 1576 год вернулся в Нидерланды, где активно включился в борьбу на стороне федералистов и националистов. Назначен Генеральными Штатами полковником валлонского полка, присоединился к войскам маркиза д’Авре и участвовал в обороне Антверпена от испанцев. Доблестно сражался в день падения города 4 ноября, был взят в плен и заключен в крепость.
В период наместничества дона Хуана Австрийского сохранял верность делу федерализма, но Александр Пармский в 1578 году сумел склонить его и ещё нескольких предводителей валлонских частей к переходу на сторону поборников католической веры.
4 июня 1579 года Филипп попытался хитростью захватить Брюссель, введя в него свой полк, располагавшийся в окрестностях города. Чтобы обмануть горожан, он заявил, что имеет предписание Генеральных Штатов. Когда обман раскрылся, его отряд был блокирован жителями в районе Гран-Плас. Брюссельцы обвиняли его в измене, и спрашивали, как он может служить врагам своей страны, стоя на том самом месте, где 11 лет назад те обезглавили его отца?
Ничего не добившись, Филипп вывел войска через Андерлехтские ворота, и ушел в замок Гасбек, где поклялся отомстить брюссельцам. 19 июля из лагеря под Маастрихтом Фарнезе сообщал Филиппу II, что Эгмонт прибыл в Лилль к сеньору де Рассенгену, и формально объявил о переходе на сторону короля и истинной веры. Он доказал свою преданность, захватив Нивель, Граммон и Нинове, а затем разграбив всю местность между Дендером и Шельдой.
Вскоре он был осажден в Нинове войсками Франсуа де Лану. 30 мая 1580 протестанты взяли город штурмом, и Эгмонт был вынужден сдаться после нескольких часов уличного боя. Графа отвезли в Гент, где его пришлось охранять от толпы, хотевшей разорвать предателя на части. Просидев пять лет в Принценхофе, он был в 1585 году обменян вместе с несколькими офицерами на взятого в плен испанцами Лану. Голландская республика захватила принадлежавшие ему города Алкмар, Аркель и Пюрмерланд, а также несколько важных крепостей.
В награду Филипп II назначил его губернатором провинции Артуа, а в 1586 пожаловал в рыцари ордена Золотого руна.
Эгмонт, ставший генералом в испанской армии, был послан с войсками во Францию на помощь герцогу Майенскому и Католической лиге против Генриха IV. В битве при Иври 14 марта 1590 возглавил атаку 1200 копий и эскадрона рейтар, и был убит пистолетным выстрелом в голову капитаном королевских карабинеров.
Жена: Мария ван Хорн, дочь Мартина ван Хорна, графа ван Уткерке, виконта Фюрна, и Анны де Крой. Брак был бездетным, и владения Эгмонтов унаследовал его младший брат Ламораль II.